# Championnat de France de hockey sur glace 1928-1929
Saison précédente Saison suivante
La saison 1928-1929 est la 13e saison du championnat de France de hockey sur glace. La saison 1927-1928 n'eut pas lieu pour cause de trêve olympique.

## Bilan
Le HC Chamonix-Mont-Blanc est champion de France pour la cinquième fois.

## Référence
Résultats de la saison sur Hockeyarchives